# Alto sorábio

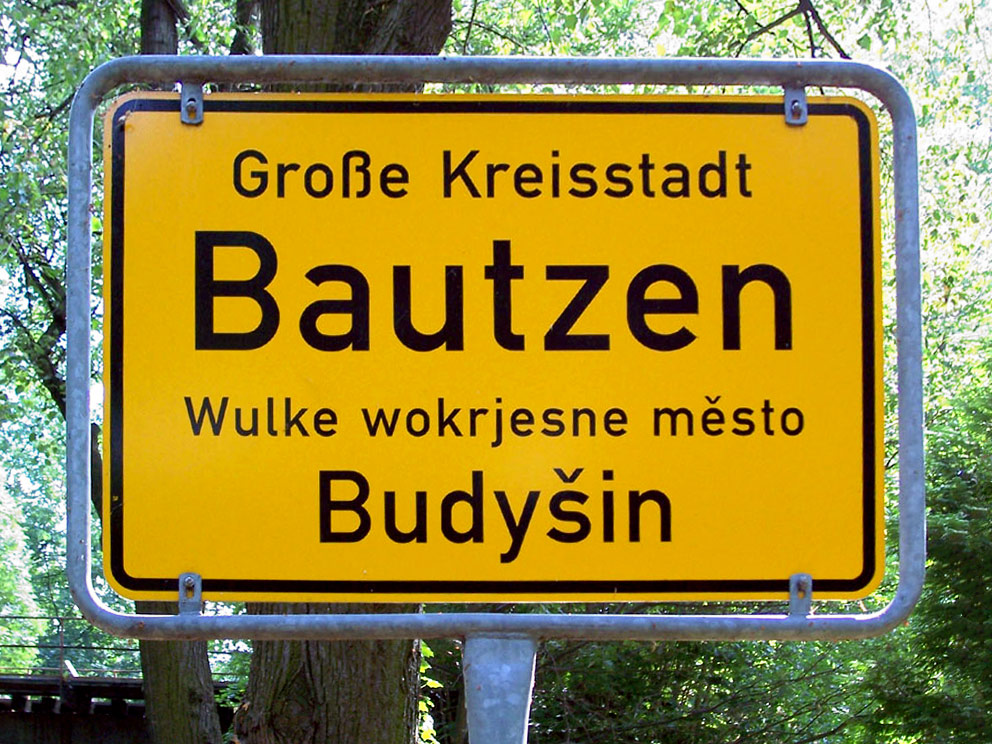
Placa bilíngue na cidade de Bautzen (Budyšin, em alto sorábio), na Alemanha.

O alto sorábio ou alto sórbio (hornjoserbšćina, em alemão: Obersorbisch) é um idioma minoritário, do grupo das línguas sorábias, falado na Alemanha, na histórica província da Alta Lusácia, que tinha a maior parte de seu território localizado no atual estado alemão da Saxônia. Pertence às línguas eslavas da família linguística indo-europeia.
O sorábio perdeu grande parte do apoio público após a reunificação da Alemanha. Em 2007, muitas escolas sorábias haviam sido fechadas.